# Passarola

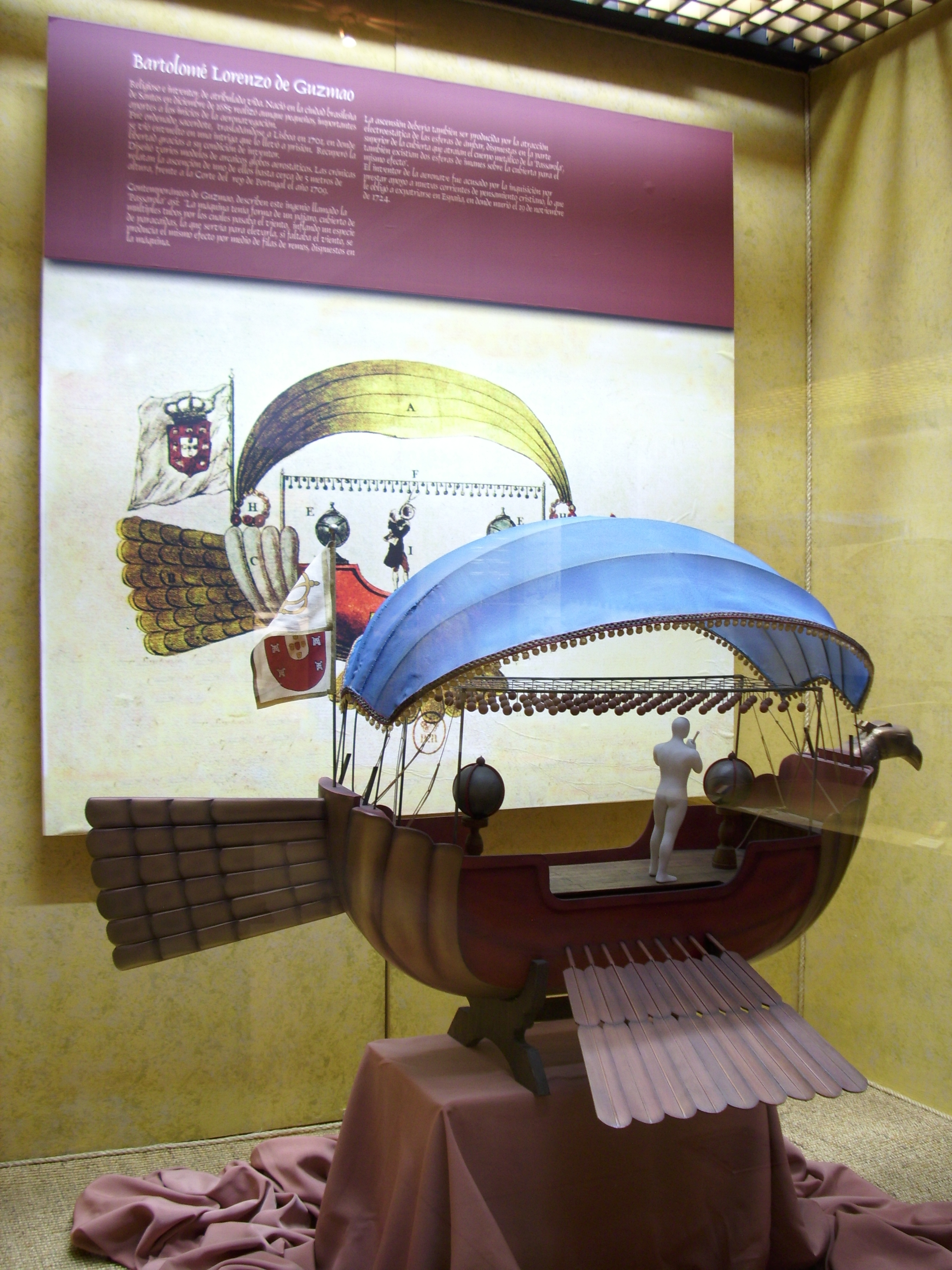
Una maqueta a escala 1:10 de la Passarola, perteneciente al Museo Aeronáutico y del Espacio de Chile.

La Passarola fue la primera aeronave conocida del mundo en efectuar un vuelo, 74 años antes del vuelo en globo de los Hermanos Montgolfier. Era un aerostato cuyas características técnicas no se conocen con precisión en la actualidad, inventada por Bartolomeu Lourenço de Gusmão, inventor y jesuita portugués nacido en la colonia de Brasil, en la que demostró su vuelo en el año 1709.
Tras fracasar en un primer intento, logró elevarse cuatro metros en un segundo intento ante la Corte de Portugal. Dicha elevación, a Bartolomeu Lourenço de Gusmão le trajo problemas con el arzobispo Michelangelo Conti, nuncio en Lisboa (que más tarde se convertiría en el papa Inocencio XIII), acusado de que era obra del diablo. El artilugio se sabe que consistía en algo similar a un globo sujeto a una especie de barca e impulsado gracias a la ignición. Se cree que los Hermanos Montgolfier estudiaron este hecho para crear posteriormente su globo aerostático.

## Características
A pesar de que existen varios diseños y descripciones de la época, no se sabe hoy en día cuáles eran las características técnicas de la Passarola, debido a la pérdida de los planos y documentos originales, y al desconocimiento de los autores de la época en cuestiones de ciencia aeronáutica. El diseño más conocido de la Passarola no es más que una especulación realizada por un autor que nunca observó el aparato original y que intentó reproducirlo como un barco volador.
Lo poco que se sabe de la Passarola es que era un aerostato, cuyo aire interior se calentaba gracias a una fuente de ignición instalada en una barca debajo del aparato. Técnicamente, la Passarola debía tener las características de los actuales globos de aire caliente.